# Erika Villani
Erika Villani (Scorrano, 14 novembre 1988) è una giocatrice di calcio a 5 ed ex calciatrice italiana, tesserata per l'Olimpus Olgiata 20.12.

## Carriera
Dopo aver per anni giocato nel calcio femminile a 11, ricoprendo il ruolo di centrocampista e chiudendo la carriera nella Res Roma dove ebbe anche la fascia di capitano, nell'estate 2015 decide di ritornare al calcio a 5, disciplina che già aveva praticato in gioventù.

## Palmarès
- Serie A2 (calcio femminile): 1

Res Roma: 2012-2013